# Пидмонт (Западна Вирџинија)
Пидмонт (енгл. Piedmont) град је у америчкој савезној држави Западна Вирџинија.

## Демографија
По попису из 2010. године број становника је 876, што је 138 (-13,6%) становника мање него 2000. године.
| Група             | 2000.       | 2010.       |
| Белци             | 754 (74,4%) | 662 (75,6%) |
| Афроамериканци    | 221 (21,8%) | 157 (17,9%) |
| Азијати           | 0 (0,0%)    | 1 (0,1%)    |
| Хиспаноамериканци | 21 (2,1%)   | 18 (2,1%)   |
| Укупно            | 1.014       | 876         |